# Jardin du Prince d'Anglona
 (octobre 2017).
Si vous disposez d'ouvrages ou d'articles de référence ou si vous connaissez des sites web de qualité traitant du thème abordé ici, merci de compléter l'article en donnant les références utiles à sa vérifiabilité et en les liant à la section « Notes et références ».

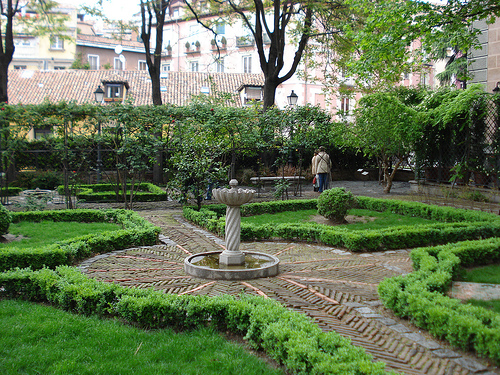
Vue du Jardin du Prince de Anglona.

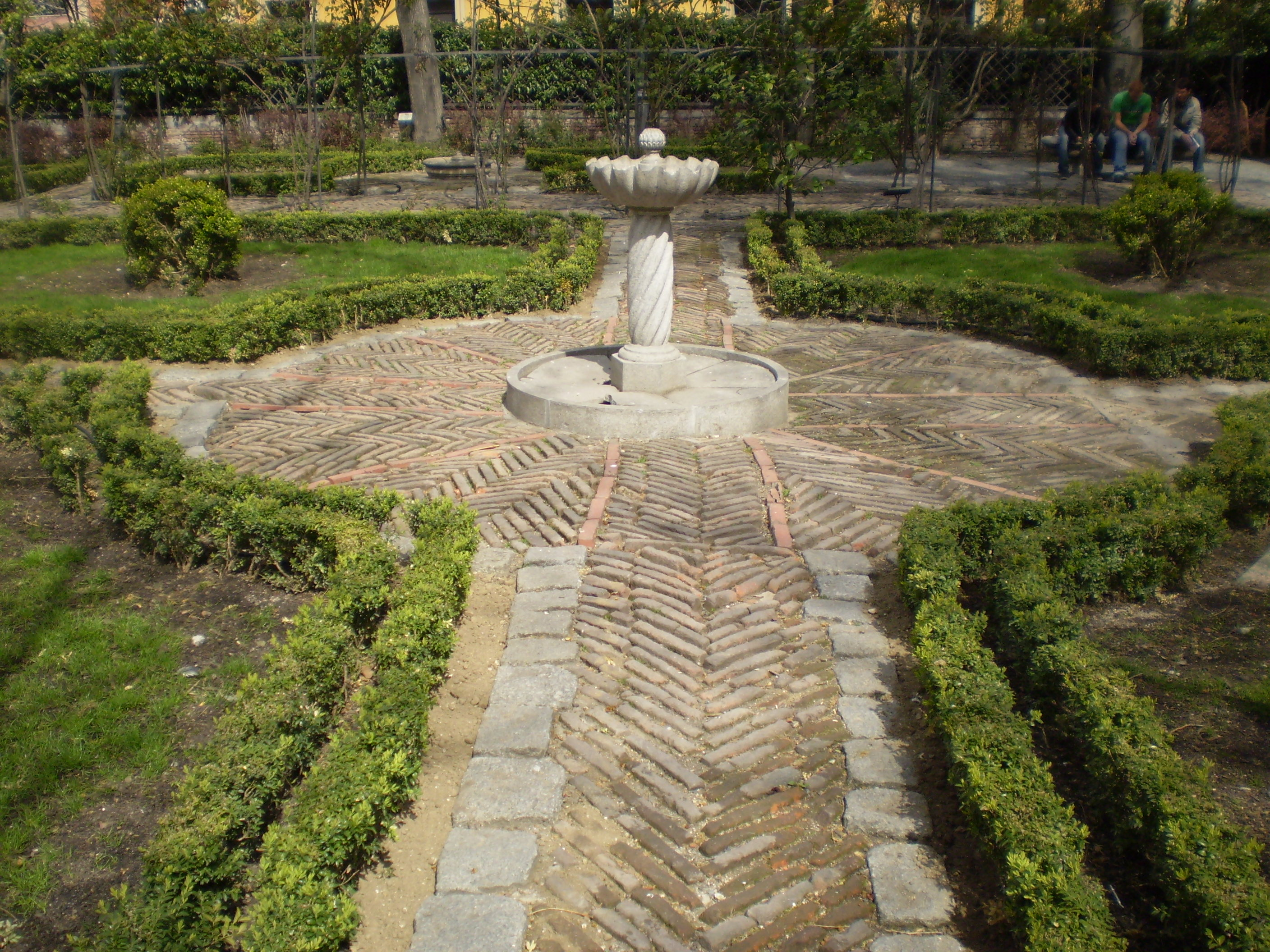
Petite fontaine située au centre du jardin.

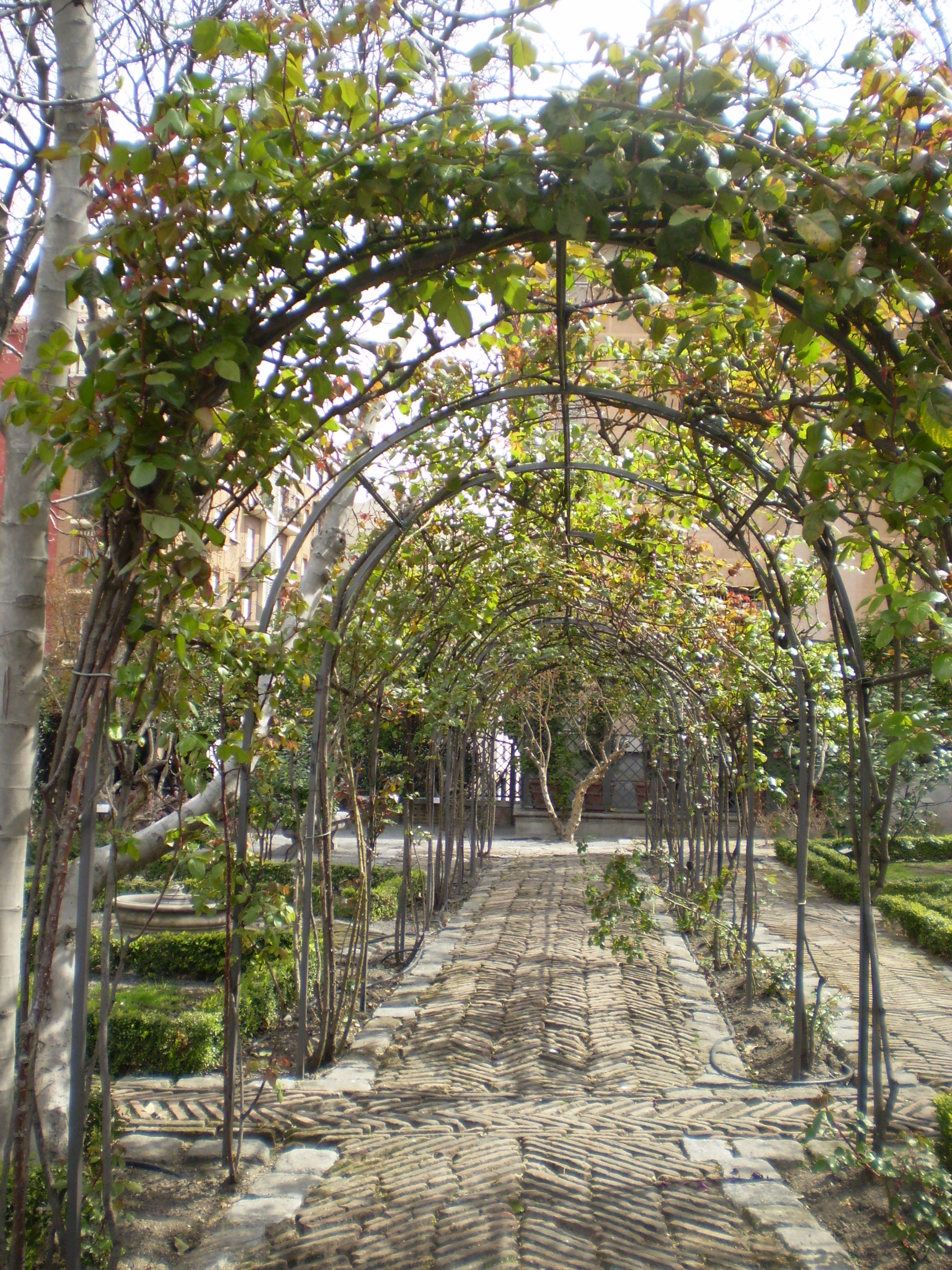
Pérgola du jardin.

Le Jardin du Prince d'Anglona se trouve sur la Place de la Paja, dans la zone nommée Madrid de los Austrias, plus concrètement dans le quartier de La Latina, l'un des principaux foyers touristiques de Madrid. C'est l'une des rares expositions de jardins de nobles du XVIIIe siècle qui ont été conservées dans la capitale. Il appartient à la Municipalité de Madrid qui se charge de sa gestion, de son maintien et de sa conservation. 

## Histoire
L'histoire de ce jardin est liée à celle du palais du Prince d'Anglona, édifice construit vers 1530 en tant que résidence de Francisco de Vargas, conseiller des Rois Catholiques et de Carlos I bien que son aspect actuel corresponde à une rénovation effectuée en 1802.
Le jardin fut créé au XVIIIe siècle, aux côtés de la maison du palais. Il doit son existence à un dessin de 1761 de Nicolas Chalmandrier, qui prévoyait une petite zone de loisir au style néoclassique, avec des touches caractéristiques des jardins hispano-arabes. Il fut l'objet d'une transformation au début du XXe siècle.
Tout comme la maison du palais, le jardin tient son nom de Pedro de Alcántara Téllez-Girón y Alfonso-Pimentel, prince d'Anglona et marquis de Jabalquinto, qui habita en ces lieux durant le XIXe siècle. Le comte de Benavente y habita aussi. 
Durant les deux premiers tiers du XXe siècle, le lieu resta à l'abandon. En 1978, il passa aux mains de la Municipalité de Madrid qui a installé des dépendances municipales au sein du palais. À la fin du XXe siècle, le jardin fut reconstruit à la suite de la décision de l'architecte Eduardo Barceló de Torres en 1987 ; il fut ouvert au public en 2002. 

## Description
Le jardin du Prince d'Anglona se situe sur un terre-plein artificiel, qui franchit le niveau de dénivelé important existant entre la  place de la Paja et la rue de Segovie.
Il occupe une superficie d'environ 500 m2, dont le périmètre est fermé par une mur de briques, recouvert à certains endroits par des plantes.
Il est composé de trois zones distinctes. La plus importante, au centre, est divisée en quatre quadrants entre lesquels on peut trouver plusieurs chemins en briques. À leur intersection se trouve une fontaine de granite, elle est constituée d'une colonne et d'une cuvette constituées de reliefs en spirales, à la manière d'une colonne salomonique.
A côté de la partie du mur qui donne sur la rue de Segovie, on peut trouver un chemin protégé par une pergola, elle-même recouverte d'une roseraie. Dans l'un des coins de la parcelle, près de la place de la Paja, une tonnelle de fer recouvre un tiers des zones distinctes.
Le jardin possède de grands arbres et de petits parterres, délimités par une hais de buis ainsi que des plantations variées.